# السطوح (فلم 2013)
السطوح (بالفرنسية: Les Terrasses) هو فيلم درامي جزائزي صدرَ عام 2013 للمخرج مرزاق علواش. عُرض الفيلم لأول مرةٍ في مهرجان لندن السينمائي عام 2013.

## القصّة
يتناولُ الفيلم حكايات وقصص مختلفة تشتركُ بسمة مكانية واحدة هي سطوح المنازل في أحياء مختلفة من العاصمة الجزائرية. يتطرَّقُ الفيلم لخمس حكايات في خمسة أحياء مختلفة في الجزائر تتوزع من حي القصبة إلى الجزائر الوسطى وباب الواد ونوتردام وبلكور وترتبطُ هذه القصص بأوقات الصلوات الإسلامية الخمس.
يُتابع الفيلم في السطح الأول حكاية رجل مقيد بسلاسل في قفص خشبي ضيق وهو يحكي ما عاشهُ أيام النضال من أجل استقلال الجزائر وسط انفعالات مجنونة تثيرها دائمًا طفلة صغيرة تجلبُ له الطعام ويكرر لها حكايته، بينما يروي السطح الثاني قصّة شابةٍ تعشقُ الموسيقى والغناء وتتمرن مع فرقة من الموسيقيين الشباب ثمّ ترتبط بعلاقة عاطفية مع أحدهم، لكنها في الوقت نفسه تتعاطف مع فتاة منعزلة تراقبهم من سطح مجاور، وتتبادل معها رسائل هاتفية عاطفية وهو ما يُسبّب لها الكثير من المشاكل.
يُؤجَّر رجلٌ في الحكاية الثالثة سطح إحدى العمارات لكنه يفتقد إلى فضاء شخصي هناك إذ يستخدم الجميع هذا السطح وهو ما يجعلهُ يُعاني، بينما يقوم أشخاصٌ في السّطحِ الرابع بتعذيب شخص فيها وتغطيس رأسه في حوض ماء لحساب شخصٍ ثري يُطالبه بالتوقيع على أوراقٍ ما. يظهرُ في آخر حكاية أمًا تعيشُ على سطح عمارةٍ مع ابنتها المريضة نفسيًا وابنها المراهق المدمن، وعندما يأتي صاحب العمارة لابلاغهم بإخلاء السطح بعد حصوله على حكم من المحكمة بذلك، يشتبكُ مع الابن المراهق في شجار فتقوم والدته بضرب الرجل على رأسه بالطنجرة حتى موته.

## وصلات خارجية
- مقالات تستعمل روابط فنية بلا صلة مع ويكي بيانات
- السطوح على كاروهات